# 北湖街道 (南宁市)
北湖街道，是中华人民共和国广西壮族自治区南宁市西乡塘区下辖的一个乡镇级行政单位。

## 行政区划
北湖街道下辖以下地区：
望州北二里社区、秀湖社区、明秀社区、北湖南路社区、北湖中社区、秀厢路社区、北湖东社区、明秀东社区、衡阳东路社区、唐山路社区、友爱南社区、明秀二区社区、明湖社区、明秀南社区、南棉社区、明秀北社区、万秀村和秀灵村。